# Fóton (satélite)

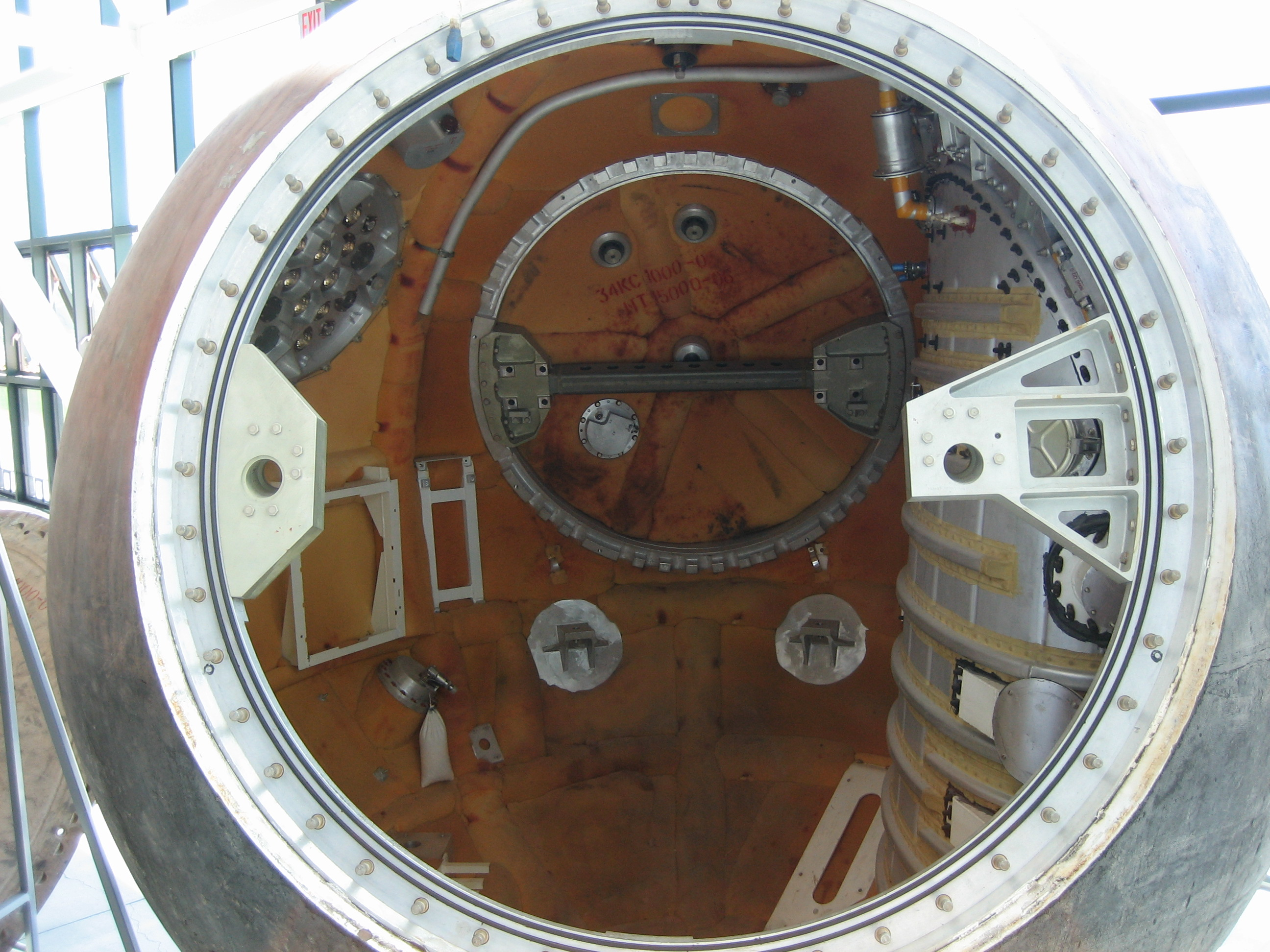
Interior da Fóton-6.

Fóton, em russo Фотон que significa fóton, é a designação de uma série de satélites especializados desenvolvidos pelo Centro Espacial Samara e usados para pesquisa tecnológica e científica, principalmente nas áreas de ciência dos materiais e biologia. 

## Projeto e utilização

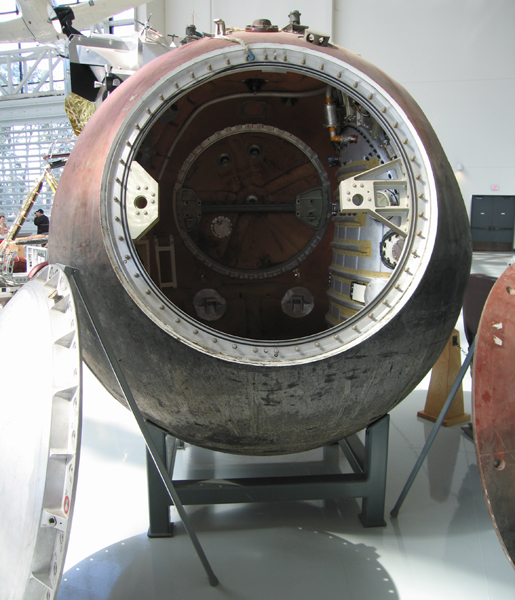
Cápsula da missão Fóton-6.

O desenho do satélite Fóton, iniciado em 1983, foi uma adaptação da espaçonave Vostok. A série original executou 12 lançamentos a partir do cosmódromo de Plesetsk entre 1985 e 1999. A segunda série, chamada de Foton-M, implementando muitas melhorias ainda está em uso, com três lançamentos até o momento, um em 2002, outro em 2005 e outro em 2007, havendo previsão de outro lançamento em 2014. Ambas as séries usaram como veículo lançador o foguete Soyuz-U (modelos 11A511U e 11A511U2). 
A partir da missão Fóton-7, a Agência Espacial Europeia se tornou parceira no "Programa Fóton".

## Principais áreas de pesquisa
- Investigação dos fundamentos físicos e técnicos da tecnologia e produção no espaço
- Testar processos e instalações
- Obtenção experimental de materiais e substâncias
- Executar experimentos biotecnológicos

Em particular, experimentos para a produção de material ótico e semicondutor, estruturas moleculares, cristais, nível de micro aceleração, biologia celular, fatores de impacto do espaço em objetos retornados à Terra, etc.
Nos experimentos da série Fóton de espaçonaves, participaram: várias organizações russas, a Agência Espacial Europeia, o Centre National d'Études Spatiales (França), o Centro Aeroespacial Alemão, além de organizações na Suécia, Canadá, Itália e Holanda, entre outros países.  

## Ver também

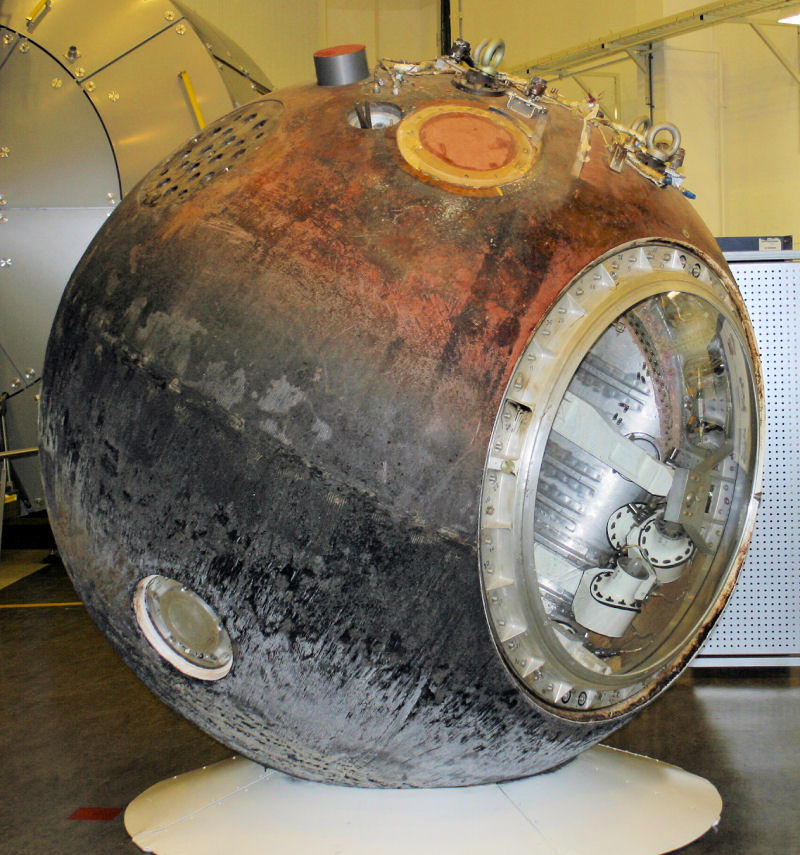
Cápsula da missão Fóton-12.

## Lançamentos
| Fóton-1  | 1985-029A | 16 de abril de 1985     | 13 | Cosmódromo de Plesetsk | Sucesso                        |
| Fóton-2  | 1986-036A | 21 de maio de 1986      | 14 | Cosmódromo de Plesetsk | Sucesso                        |
| Fóton-3  | 1987-037A | 24 de abril de 1987     | 14 | Cosmódromo de Plesetsk | Sucesso                        |
| Fóton-4  | 1988-031A | 14 de abril de 1988     | 14 | Cosmódromo de Plesetsk | Sucesso                        |
| Fóton-5  | 1989-032A | 26 de abril de 1989     | 15 | Cosmódromo de Plesetsk | Sucesso                        |
| Fóton-6  | 1990-032A | 11 de abril de 1990     | 16 | Cosmódromo de Plesetsk | Sucesso                        |
| Fóton-7  | 1991-070A | 04 de outubro de 1991   | 16 | Cosmódromo de Plesetsk | Sucesso                        |
| Fóton-8  | 1992-065A | 08 de outubro de 1992   | 16 | Cosmódromo de Plesetsk | Sucesso                        |
| Fóton-9  | 1994-033A | 14 de junho de 1994     | 18 | Cosmódromo de Plesetsk | Sucesso                        |
| Fóton-10 | 1995-006A | 16 de fevereiro de 1995 | 15 | Cosmódromo de Plesetsk | Sucesso                        |
| Fóton-11 | 1997-060A | 16 de outubro de 1997   | 14 | Cosmódromo de Plesetsk | Sucesso                        |
| Fóton-12 | 1999-048A | 09 de setembro de 1999  | 15 | Cosmódromo de Plesetsk | Sucesso                        |
| Fóton-М1 | —         | 15 de outubro de 2002   | —  | Cosmódromo de Plesetsk | Falha no veículo de lançamento |
| Fóton-М2 | 2005-020A | 31 de maio de 2005      | 16 | Cosmódromo de Baikonur | Sucesso                        |
| Fóton-М3 | 2007-040A | 14 de setembro de 2007  | 12 | Cosmódromo de Baikonur | Sucesso                        |
| Fóton-М4 |           | Primavera de 2014       |    | Cosmódromo de Baikonur | Planejado                      |